# بکبون انترتینمنت
بکبون اینترتینمنت (انگلیسی: Backbone Entertainment) شرکت بازی ویدئویی آمریکایی است، که در سال ۲۰۰۳ تأسیس شد.